# Spring för livet (sång)

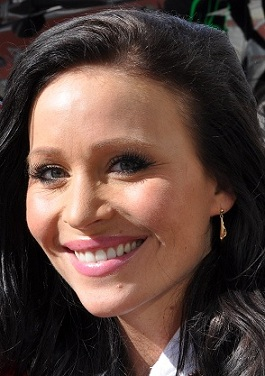
Sara Varga framförde låten i Melodifestivalen 2011.

Spring för livet är en låt från 2011 skriven av Fredrik Boström och Sara Varga. 
Låten framfördes första gången i tredje deltävlingen i Linköping under Melodifestivalen 2011 av Sara Varga. Där tog den sig till andra chansen, och därefter till final där den slutade på nionde plats.
Melodin låg på Svensktoppen i 35 veckor. innan den tvingades lämna listan.
Låten uppmärksammades för att sångtexten behandlar ämnet misshandel, medan Melodifestivalen ofta anses vara festlig.

## Medverkande
- Fredrik Boström - bas, programmering, Rhodes, slagverk, gitarr, producent
- Janne Robertsson - trummor
- Lars Hägglund - trummor
- Jesper Nordenström - piano
- Mattias Bylund - orgel
- Mija Folkesson - sång

## Listplaceringar
| Lista (2011) | Topplacering |
| ------------ | ------------ |
| Sverige      | 4            |

### Fotnoter
1. 1 2 3 4  ”Spring för livet / Sara Varga”. Svensk mediedatabas. Kungliga biblioteket. http://smdb.kb.se/catalog/id/002747946. Läst 14 maj 2019.
2. ↑  ”Svensktoppen”. 27 november 2011. http://sverigesradio.se/sida/topplista.aspx?programid=2023&date=2011-11-27. Läst 4 mars 2012.
3. ↑  ”Svensktoppen”. 4 december 2011. http://sverigesradio.se/sida/topplista.aspx?programid=2023&date=2011-12-04. Läst 4 mars 2012.
4. ↑  ”Expressen”. 18 februari 2011. http://www.expressen.se/noje/melodifestivalen/sara-varga-sjunger-om-misshandel/. Läst 4 mars 2012.
5. ↑  ”Hitparad”. http://hitparad.se/showitem.asp?interpret=Sara+Varga&titel=Spring+f%F6r+livet&cat=s. Läst 4 mars 2012.